# Sataporn Wajakhum
Sataporn Wajakhum (thailändisch สถาพร วาจาขำ) ist ein thailändischer Fußballtrainer.

## Karriere
Sataporn Wajakhum steht seit 2012 beim Suphanburi FC in Suphanburi unter Vertrag. 2012 spielte der Verein in der zweiten Liga des Landes. Am Ende der Saison wurde man Vizemeister und stieg in die erste Liga auf. Bis Saisonende 2021/22 spielte der Verein erstklassig. Von 2012 bis Mitte 2022 war er Co-Trainer in Suphanburi. Hier stand er u. a. mit dem jetzigen thailändischen Nationaltrainer Alexandré Pölking an der Seitenlinie. Ende Juni 2018 stand er einmal als Interimstrainer im FA Cup neben dem Spielfeld. Hier verlor man am 27. Juni 2018 in der ersten Runde das Heimspiel gegen Ratchaburi Mitr Phol mit 0:1. Nach der Entlassung des Nigerianers Adebayo Gbadebo Ende Mai 2022 übernahm er Mitte Juni 2022 den Posten des Cheftrainers.